# ライオンマン

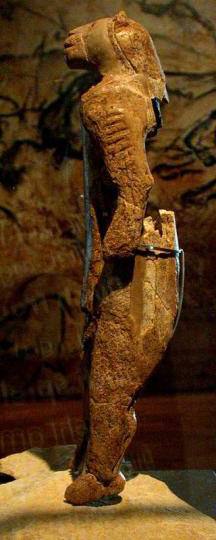
Löwenfrau - ドイツで発見された、後期旧石器時代のものとされる獅子頭の小立像

ライオンマン（英: Lion man）はドイツで発見された後期旧石器時代の象牙彫刻である。

## 概要
この獅子頭の象牙彫刻は、まずライオンマン（独: Löwenmensch、直訳すると "ライオン人"）、次いでライオンレディ（独: Löwenfrau）と呼ばれた。これは世界最古の動物形象の彫刻であると同時に、いわゆる彫刻として知られる最古のもののひとつである。この彫刻は、動物に人間の性質を擬した擬獣化であると解釈されているが、神の表現である可能性もある。発見されたのと同じ地層の放射性炭素年代測定により、この小立像は約32,000年前のものとされている。これは考古学上、オーリニャック文化のものとされている。

## 来歴
この像の断片は、1939年にドイツのシュヴァーベン・アルプのローネタール（はぐれ谷）にあるホーレンシュタイン・シュターデルの洞窟（ホーレンシュタイン山のシュターデル洞窟）で見つかった。しかし、第二次世界大戦が始まったためにそれは忘れ去られ、再び発見されたのは30年後だった。最初の修復によって、頭部の無い人型の小立像であることが分かった。1997年から1998年にかけて彫刻の残りの断片が見つかり、再構築された頭部が取り付けられた。

## 特徴
彫刻は高さ29.6センチ、幅5.6センチ、奥行5.9センチである。燧石でできた石製ナイフを使い、マンモスの象牙から刻み出された。左腕に、横方向の曲がった線が7本平行に刻まれている。動物的な特徴としては、ライオンの頭部、すらりと長い体躯、獣の後肢のような腕が挙げられる。人間的な特徴としては、人間的な脚部と足、直立して伸びた背筋が挙げられる。

## 解釈
当初は、この彫刻は Joachim Hahn によって男性像とされていた。後に見つかった残りの破片のいくつかを検討した結果、Elisabeth Schmid は彫像が "Höhlenlöwin" （メスのホラアナライオン）の頭部を持つ女性であると判定した。ただし、いずれの解釈も科学的裏付けを欠いている。ヨーロッパのホラアナライオンは雌雄とも、アフリカのオスライオンが持つようなはっきりした鬣（たてがみ）を持っておらず、彫像に鬣が無いからといってメスライオンだと言うことはできない。
近年では、この昔の彫像を「ライオンマン」よりは「獅子頭の小立像」と呼ぶようになった。現在のドイツ名 "Löwenmensch" —"ライオン人間" という意味に近い— は中性的なものになっている。
この彫像の解釈は難しい。この彫像は、フランスの洞窟壁画（やはり合成獣のモチーフが見られる）といくつかの共通点を持つ。しかしフランスの壁画は、このドイツの彫刻より数千年時代が新しいものになる。
この遺物の存在が知られて以降、同地域の別の洞窟において、他の動物の彫像や何本かのフルートと共に、同じ様式だがやや小ぶりの獅子頭の彫像が1個見つかった。この事は、初期の後期旧石器時代の神話において、このライオンの彫像が重要な役割を果たしていた可能性を示唆する。
ライオンマンはドイツのウルムにあるウルム博物館で見ることができる。